# Nuyts Archipelago Conservation Park (Australien)
Nuyts Archipelago Conservation Park är en park i Australien.   Den ligger i delstaten South Australia, i den centrala delen av landet, 1 500 km väster om huvudstaden Canberra. Nuyts Archipelago Conservation Park ligger 47 meter över havet. Den ligger på ön Goat Island.